# Christian Saba
Pour les articles homonymes, voir Saba (homonymie).
Christian Saba est un joueur de football ghanéen né le 29 décembre 1978 à Accra (Ghana).
Il pèse 80 kg pour 1,80m. Numéroté 37, il occupe le poste de défenseur central au Bayern Munich et au Bayern Munich II. Il joue très généralement avec l'équipe réserve du club bavarois.

## Carrière
- 1994-1995 : Hearts of Oak  Ghana
- 1995-2011 : Bayern Munich II  Allemagne
- 1997-1998 : Bayern Munich  Allemagne
- 1998-1999 : (prêt) Hertha BSC Berlin  Allemagne
- 1999-2000 : (prêt) Arminia Bielefeld  Allemagne